# Moma aprilinaminor
Moma aprilinaminor är en fjärilsart som beskrevs av Hüfnagel. Moma aprilinaminor ingår i släktet Moma och familjen Pantheidae. Inga underarter finns listade i Catalogue of Life.